# Worlds Apart (...And You Will Know Us by the Trail of Dead)
Worlds Apart è il quarto album del gruppo texano "...And You Will Know Us by the Trail of Dead", pubblicato nel 2005 dalla Interscope Records.

## Tracce
1. Ode to Isis – 1:16
2. Will You Smile Again? – 6:50
3. Worlds Apart – 2:55
4. The Summer of '91 – 3:12
5. The Rest Will Follow – 3:20
6. Caterwaul – 4:52
7. A Classic Arts Showcase – 5:47
8. Let It Dive – 4:45
9. To Russia My Homeland – 1:25
10. All White – 1:49
11. The Best – 4:47
12. The Lost City of Refuge – 3:50